# 普氏鱂脂鯉
普氏鱂脂鯉，為輻鰭魚綱脂鯉目脂鯉亞目鱂脂鯉科的其一種，分布於南美洲Aponwao河流域，體長可達12.3公分，棲息底中層水域，生活習性不明。